# Голованов, Дмитрий Сергеевич
Дмитрий Сергеевич Голованов (род. 21 декабря 1973, Свердловск) — российский политический деятель, депутат Государственной Думы второго созыва в 1998—1999 гг.

## Биография
Дмитрий Голованов родился в 1973 году в Свердловске. В 1996 году он окончил Уральский государственный университет, в 1997—1998 годах работал заместителем генерального директора по экономике ОАО «Экран».
В апреле 1998 года на дополнительных выборах по Орджоникидзевскому одномандатному округу № 165 (Свердловская область) Голованов был избран депутатом Государственной Думы второго созыва, набрав больше всех голосов из числа кандидатов, однако ещё больше избирателей проголосовало против всех. Центральная избирательная комиссия признала Голованова депутатом на том основании, что данный состав Государственной Думы избирался в соответствии с предыдущей редакцией избирательного законодательства, согласно которой Голованов был бы избран. В феврале 1999 года Верховный суд Российской Федерации отменил это решение ЦИК как несоответствующее текущей редакции законодательства. Тем не менее Голованов продолжил работу в Государственной Думе до истечения срока полномочий. 25 апреля 1998 года вступил в депутатскую фракцию «Наш дом — Россия», состоял в ней до 22 октября 1999 года. С 18 июня 1998 года по 4 сентября 1998 года член комитета Государственной Думы по собственности, приватизации и хозяйственной деятельности, затем комитета по бюджету, налогам, банкам и финансам. После окончания депутатского срока участвовал или намеревался участвовать в различных избирательных кампаниях муниципального уровня, но успеха не имел.
В 2001—2004 годах Голованов был помощником члена Совета Федерации. В 2005 году окончил Российскую академию государственной службы при Президенте РФ, в 2005—2008 годах был начальником Уральского управления по урегулированию коллективных трудовых споров Федеральной службы по труду и занятости. В 2009—2013 годах — помощник министра регионального развития Российской Федерации, заместитель директора департамента развития регионов и местного самоуправления, заместитель директора департамента развития, комплексной оценки деятельности субъектов Российской Федерации и органов местного самоуправления Министерства регионального развития. С 2014 года работает заместителем директора по связям и коммуникациям АО «СУЭК» (Сибирской угольной энергетической компании).
В 1998—2006 годах — председатель общероссийского политического общественного движения «Социальная помощь и поддержка».